# Remigiusz Kossakowski

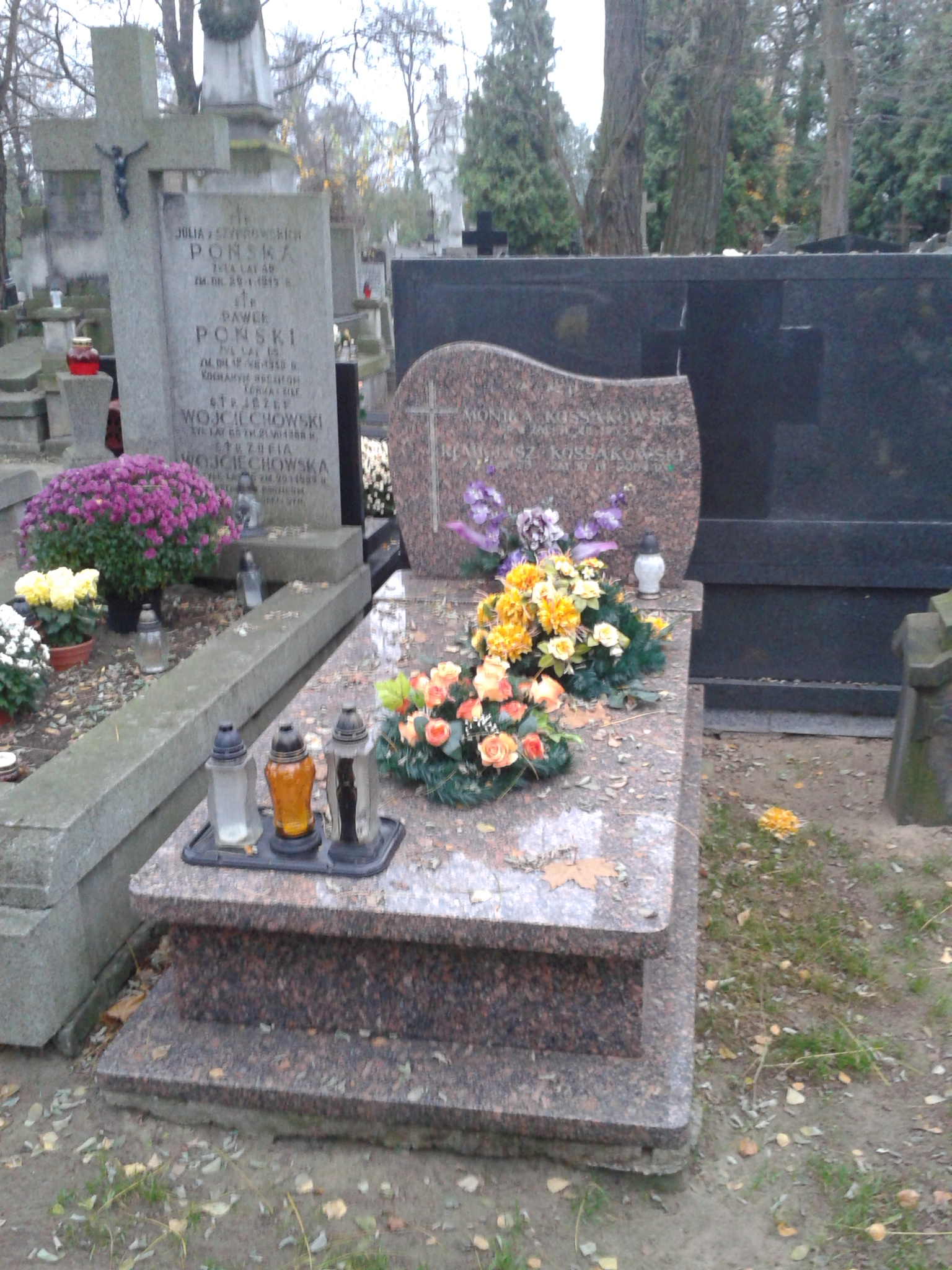
Grób Remigiusza Kossakowskiego na cmentarzu Bródnowskim w Warszawie

Remigiusz Kossakowski (ur. 1 kwietnia 1931 w Mławie, zm. 10 marca 2004 w Warszawie) – polski baryton.

## Życiorys
Był synem Ignacego i Saturniny ze Skonieckich. Szkołę powszechną, gimnazjum i liceum ogólnokształcące ukończył w Sochaczewie; świadectwo dojrzałości otrzymał w 1948 r. Państwową Średnią Szkołę Muzyczną im. Fr. Chopina w Warszawie ukończył w 1955 r., a Wydział Wokalny Państwowej Wyższej Szkoły Muzycznej w Warszawie - w 1960 r., uzyskując tytuł artysty muzyka w zakresie śpiewu solowego oraz magistra sztuki.
Znany był z estrad koncertowych, występów w telewizji oraz nagrań radiowych. W latach 1957–1976 był członkiem kwartetu wokalnego Beltono, który posiadał w swoim repertuarze muzykę popularną i symfoniczną. „Beltono” odbył wielokrotne tournée artystyczne po krajach środkowo-wschodniej Europy i trzykrotne w Ameryce Północnej (w 1967, 1970 i 1974 r.). Kwartet posiadał w swoim dorobku liczne nagrania archiwalne i płytowe, w tym również zagraniczne. W Chicago nagrano dwie płyty długogrające Remigiusza Kossakowskiego zatytułowane „Melodie serca” oraz „Wspomnienia młodości”.
Kossakowski występował jako solista Filharmonii Narodowej, współpracował z innymi filharmoniami, orkiestrami symfonicznymi i teatrami muzycznymi w kraju. Przez wiele lat związany był ze scenami operowymi w Niemczech, Włoszech i Francji. Odbył tournée w wielu krajach Europy i Ameryki. Nagrał dużą liczbę płyt, kaset i dysków. Śpiewał na kongresach i imprezach esperanckich, komponując muzykę i tłumacząc teksty na język esperanto.
Odznaczony Krzyżem Kawalerskim i Oficerskim Legii Honorowej francuskiej Edukacji Obywatelskiej, Złotym Krzyżem Zasługi oraz medalami i odznaczeniami resortowymi i organizacyjnymi.
Zmarł 10 marca 2004 r. Pochowany został w rodzinnym grobowcu na cmentarzu Bródnowskim w Warszawie (kwatera 13A-2-14).